# Deredzhannetli
Deredzhannetli (azerbajdzjanska: Dərəcənnət, Dərəcənnətli) är en ort i Azerbajdzjan.   Den ligger i distriktet Şəki Rayonu, i den centrala delen av landet, 240 km väster om huvudstaden Baku. Deredzhannetli ligger 414 meter över havet och antalet invånare är 590.
Terrängen runt Deredzhannetli är kuperad åt nordost, men åt sydväst är den platt. Närmaste större samhälle är Byuyuk-Dakhne, 5,2 km väster om Deredzhannetli. 
Trakten runt Deredzhannetli består till största delen av jordbruksmark. Runt Deredzhannetli är det ganska glesbefolkat, med 38 invånare per kvadratkilometer.